# Mary Wickes
Mary Wickes est une actrice américaine née Mary Isabella Wickenhauser le 13 juin 1910 à Saint-Louis, Missouri (États-Unis), morte le 22 octobre 1995 à Los Angeles (Californie).

## Filmographie

### Cinéma
- 1935 : Watch the Birdie : non créditée
- 1938 : Too Much Johnson, d'Orson Welles : Mme Battison
- 1939 : Seeing Red : Mme Smith
- 1942 : L'Homme qui vint dîner (The man who came to dinner), de William Keighley : Mme Preen, l'infirmière
- 1942 : Blondie's Blessed Event : Sarah Miller
- 1942 : Au coin de la Quarante-Quatrième rue (The Mayor of 44th Street) d'Alfred E. Green : Mamie
- 1942 : Private Buckaroo : Bonnie-Belle Schlopkiss
- 1942 : Une femme cherche son destin (Now, Voyager), d'Irving Rapper : Dora Pickford, l'infirmière
- 1942 : Deux Nigauds détectives (Who Done It?) de Erle C. Kenton : Juliet Collins
- 1943 : How's About It : Mike Tracy
- 1943 : Rhythm of the Islands : Susie Dugan
- 1943 : My Kingdom for a Cook (en) de Richard Wallace : Agnes Willoughby
- 1943 : Happy Land d'Irving Pichel : Emmy
- 1943 : Amour et Swing (Higher and Higher), de Tim Whelan : Sandy Brooks
- 1948 : La Mariée du dimanche (June bride), de Bretaigne Windust : Rosemary McNally
- 1948 : The Decision of Christopher Blake de Peter Godfrey : Clara
- 1949 : Anna Lucasta, d'Irving Rapper : Stella
- 1950 : La Scandaleuse Ingénue (The Petty Girl) d'Henry Levin : professeur Whitman
- 1951 : Le Bal du printemps (On Moonlight Bay) de Roy Del Ruth : Stella (la gouvernante et la cuisinière des Winfield)
- 1951 : La Femme de mes rêves (I'll See You in My Dreams), de Michael Curtiz : Anna
- 1952 : Un garçon entreprenant (Young Man with Ideas) de Mitchell Leisen : Gilpin
- 1952 : The Story of Will Rogers de Michael Curtiz : Mme Foster, la tenancière
- 1952 : Gosses des bas-fonds (Bloodhounds of Broadway), de Harmon Jones : La femme à la blanchisserie
- 1953 : La Maîtresse de papa (By the Light of the Silvery Moon), de David Butler : Stella
- 1953 : Half a Hero : Mme Watts
- 1953 : The Actress, de George Cukor : Emma Glavey
- 1954 : Ma and Pa Kettle at Home : Mlle Wetter
- 1954 : Noël blanc (White Christmas), de Michael Curtiz : Emma Allen
- 1954 : Le Nettoyeur (Destry), de George Marshall : Bessie Mae Curtis
- 1955 : Bonjour Miss Dove : Mlle Ellwood
- 1956 : Deux nigauds dans le pétrin (en) (Dance with Me Henry) : Mlle Mayberry
- 1957 : Prenez garde à la flotte (Don't Go Near the Water) de Charles Walters : Janie
- 1958 : Le Fier Rebelle (The Proud Rebel), de Michael Curtiz : Mme Ainsley
- 1959 : Train, Amour et Crustacés (It Happened to Jane), de Richard Quine : Matilda Runyon
- 1960 : La Ruée vers l'Ouest (Cimarron), d'Anthony Mann : Mme Neal Hefner
- 1961 : Les 101 dalmatiens (One Hundred and One Dalmatians) : Biscotte
- 1961 : Au péril de sa vie (The sins of Rachel Cade) de Gordon Douglas : Marie Grieux
- 1962 : The Music Man, de Morton DaCosta : Mme Squires
- 1964 : Le Crash mystérieux (Fate Is the Hunter) de Ralph Nelson : Mme Llewlyn
- 1964 : Dear Heart de Delbert Mann : Mlle Fox
- 1965 : Comment tuer votre femme (How to Murder Your Wife), de Richard Quine : la secrétaire de Harold
- 1966 : Le Dortoir des anges (The Trouble with Angels) d'Ida Lupino : sœur Clarissa
- 1967 : Trois Fantômes à la plage (The Spirit is willing) de William Castle : Gloria Tritt
- 1968 : Les Gamines explosives (Where Angels Go, Trouble Follows) de James Neilson : sœur Clarissa
- 1972 : Open Window : Mme Sappleton
- 1972 : Napoléon et Samantha (Napoleon and Samantha), de Bernard McEveety : Clara
- 1972 : 3 Étoiles, 36 Chandelles (Snowball Express), de Norman Tokar : Mlle Wigginton
- 1980 : Touched by Love de Gus Trikonis : Margaret
- 1990 : Bons Baisers d'Hollywood (Postcards from the Edge), de Mike Nichols : la grand-mère
- 1992 : Sister Act (Sister Act) d'Emile Ardolino : sœur Mary Lazarus
- 1993 : Sister Act, acte 2 (Sister Act 2: Back in the Habit), de Bill Duke : sœur Mary Lazarus
- 1994 : Les Quatre Filles du docteur March (Little Women), de Gillian Armstrong : tante March
- 1996 : Le Bossu de Notre-Dame (The Hunchback of Notre Dame), de Gary Trousdale et Kirk Wise : Laverne (voix)

### Télévision
- 1950 : The Peter Lind Hayes Show (série) : la gouvernante
- 1953 : Bonino (en) (série) : Martha
- 1954 : The Halls of Ivy (série) : Alice
- 1958 : Walt Disney Presents: Annette (série) : Katie
- 1958 : Zorro de Walt Disney (série) : Dolores Bastinado (saison 1)

- épisode 32 (La croix des Andes),
- épisode 33 (Les bolas mortelles)
- épisode 34 (Les puits de la mort)
- 1960 : The Gambler, the Nun and the Radio : L'infirmière
- 1961 : The Gertrude Berg Show (série) : Maxfield
- 1963 : Temple Houston (série) : Ida Goff
- 1968 : Julia (série) : Melba Chegley (1968-1971)
- 1969 : The Monk (en) : Mme Medford
- 1971 : Columbo : Plein Cadre (Suitable for Framing) (série) : la logeuse
- 1972 : L'Homme qui vint dîner (The Man Who Came to Dinner) : Mme Preen, l'infirmière
- 1973 : Sigmund and the Sea Monsters (série) : tante Zelda (1973-1975)
- 1974 : Ma and Pa
- 1974 : M*A*S*H HOUSE ARREST (Épisode 18- Saison 3) : Colonel Reese
- 1975 : Doc (série) : Beatrice Tully, l'infirmière (1975-76)
- 1977 : Lucy Calls the President : Millie Baker
- 1979 : Willa : Eunice
- 1981 : La croisière s'amuse (Love Boat) : Mme Rodolph
- 1985 : Arabesque (épisode 1 , saison 2) : Mrs Alva Crane
- 1985 : The Canterville Ghost : Mme Umney
- 1985 : First the Egg : Mme Crandall
- 1986 : Le Cadeau de Noël (en) (The Christmas Gift) : Henrietta Sawyer
- 1987 : Almost Partners : Aggie Greyson
- 1987 : Le Père Dowling : Marie Murkin
- 1989 : Le Père Dowling (Father Dowling Mysteries) (série) : Marie Murkin
- 1995 : Life with Louie (en) (série) : la grand-mère (voix)